# Kalmar–Berga Järnväg
Kalmar–Berga Järnväg (KBJ) invigdes 1897 och var en smalspårig 891 mm bana. Ägare till järnvägen var Kalmar läns östra järnvägsaktiebolag. Banan finns kvar än i dag men ingår numera som en del i Stångådalsbanan och hela sträckan är sedan 1978 normalspårig.

## Historik

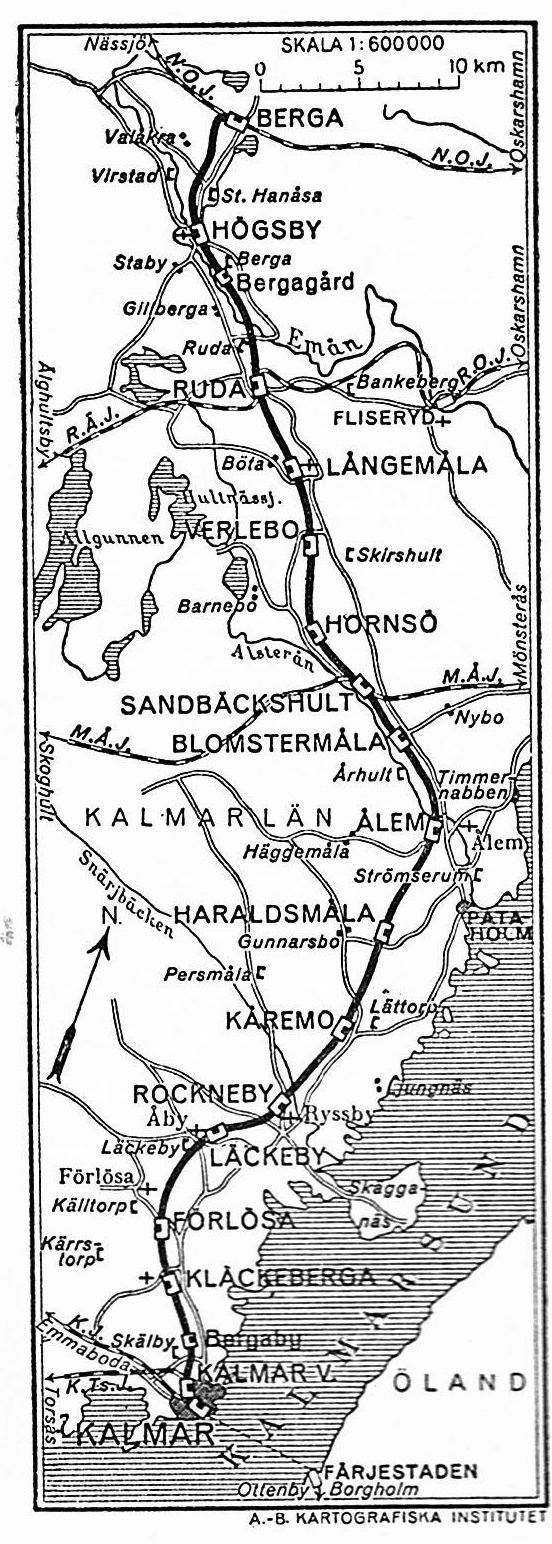
KBJ. Karta 1926.

1874 hade kust- och residensstaden Kalmar genom Kalmar järnväg (KJ) fått en järnväg från Alvesta och samma år fick även Oskarshamn genom Nässjö–Oskarshamns Järnväg (NOJ) en järnväg från Nässjö. Mellan dessa hamnstäder fanns emellertid stora områden som inte täcktes med järnvägar och ett behov av förenklade transporter fanns. I slutet av 1800-talet tog företagare i Kalmar stad, landshövdingen och socknarna längs den tilltänkta banan initiativet till att bygga en järnväg mellan Berga, som låg nära Oskarshamn, och Kalmar. Koncession för banan erhölls 1892 och efter problem med finansiering bildades Kalmar läns östra järnvägsaktiebolag 1895 som ägde banan. För att minska kostnaderna, som blev 1 860 000 kr, byggdes banan smalspårig vilket senare skulle visa sig vara hämmande för en rationell järnvägsdrift. Bygget påbörjades 1896 och banan öppnades den 4 december 1897. Banan anslöt till KJ:s normalspåriga i Kalmar och till NOJ:s normalspåriga station i Berga.  Det fanns vid denna tid planer på en förlängning av banan norrut mot Västervik, varför banan kom in från väster bredvid NOJ:s normalspåriga bana. Banan gjorde att det på ett enkelt sätt gick att resa med tåg mellan Oskarshamn och Kalmar med ett byte i Berga.
Rälsen byttes mot tyngre och ballasten förstärktes vilket gjorde att hastigheten kunde höjas från 40 km/h till 60 km/h under 1920-talet.
Järnvägsbolagen i Kalmar startade ett förvaltningssamarbete 1897. De första tre bolagen i samarbetet var KBJ, Kalmar järnväg och Nybro–Sävsjöströms Järnväg och 1899 tillkom Kalmar–Torsås Järnväg (KTsJ). 1910 ombildades verksamheten i två delar, en för normalspår och en för smalspår. KTsJ anslöt till KBJ:s station Kalmar V och KBJ körde i början en del av KTsJs trafik som avtog allteftersom KTsJ skaffade fler vagnar och lok. I samarbetet ingick också Kalmar Verkstadsaktiebolag grundat 1902 som ägdes av bl.a. KBJ och andra järnvägsbolag i Kalmar.
Mönsterås–Åseda Järnvägsaktiebolag (MÅJ) gick i konkurs 1910 och Kalmar läns östra järnvägsaktiebolag köpte MÅJ på aktion för 400 000 kr. Ett nytt bolag bildades Mönsterås Nya Järnvägsaktiebolag som blev ett dotterbolag till Kalmar läns östra järnvägsaktiebolag. Ytterligare ett dotterbolag bildades 1932 Östra Smålands Järnväg (ÖSmJ) som köpte Ruda–Oskarshamns Järnväg (ROJ) och Ruda–Älghults Järnväg (RÄJ) efter att dessa hade gått i konkurs 1931. ÖSmJ upplöstes 1937 och uppgick i Kalmar läns östra järnvägsaktiebolag.
Banan var under de första decennierna oerhört vinstgivande men under 1920- och 1930-talen började vinsterna att vändas i förluster. Lastbilstrafiken hade börjat komma igång liksom en mer omfattande busstrafik. Svenska staten köpte 1940 KBJ av Kalmar läns östra järnvägsaktiebolag och banan införlivades i dåvarande Statens Järnvägar (SJ).

### Nedläggning av trafik
Efter andra världskriget började passagerarsiffrorna att ge vika för banan liksom för godstrafiken. Den 1 januari 1968 inställdes passagerartrafiken helt på banan.  Redan 1963 hade den smalspåriga godstrafiken mellan Ruda och Sandbäckshult upphört och den normalspåriga godstrafiken mellan Ruda och Berga upphörde 1989. Smalspåret mellan Kalmar S och Kalmar C revs upp 1974. Godstrafiken (Mönsterås–)Sandbäckshult–Kalmar upphörde aldrig.

### Ombyggnad
Som en förberedelse för stadens expansion och nuvarande E22 och länsväg 137 flyttades KBJ 1969 till nuvarande västligare läge med början från Kläckeberga till Kalmar S där den anslöt till ett redan befintligt smalspår som fortsatte till Kalmar C. Stationen Kalmar V upphörde samtidigt och spåren revs. Det enda som finns kvar av Kalmar V är stationshuset i sitt ursprungliga läge.
I slutet på 1950-talet byggde Södra Skogsägarna ett såg- och pappersmasseverk i Mönsterås. Det beslutades att en normalspårig järnväg skulle byggas till Kalmar genom att bygga om KBJ mellan Sandbäckshult och Kalmar S och Mönsterås–Åseda Järnväg mellan Mönsterås och Sandbäckshult till normalspår med AMS medel. KBJ hade byggts med broarna förberedda för normalspår och ombyggnaden till normalspår blev färdig 1973.
På den övriga bansträckningen fanns endast en godskund, ett sågverk i Ruda som fortsatte att köra gods på järnväg. Eftersom man hade behovet av att köra timmer på långa sträckor krävdes det olika komplicerade överföringsvagnar i Berga eller Sandbäckshult för att de smalspåriga vagnarna skulle kunna köra på det övriga normalspåriga järnvägsnätet. Till sist gav SJ med sig och byggde 1977–1978 om de kvarvarande 32 km mellan Sandbäckshult–Berga till normalspår. I slutet av 1980-talet lades sågverket ned och en nedläggning av banan verkade oundviklig när nästa steg inträffade.

### Återupplivning
När Länstrafikhuvudmännen i Kalmar län och Östergötlands län tog över den lokala och regionala järnvägstrafiken 1990 enligt 1988 års trafikbeslut påbörjades diskussionen kring persontrafik mellan Linköping och Kalmar. KBJ och två andra banor, Östra centralbanan mellan Linköping och Hultsfred och delen av Nässjö–Oskarshamns Järnväg mellan Hultsfred och Berga, sammanfördes av f.d. Banverket i Stångådalsbanan. Händelser 1990 och framåt beskrivs i artikeln om Stångådalsbanan. 

### Dramatiserade skildringar
- Olson, Gustav (1938). Tåg ut : roman. Stockholm: Bonnier. Libris 1374646 - Kollektivroman med handlingen förlagd till KBJ.